# قسم حسين آباد الشمالي الريفي (مقاطعة ديواندرة)
قسم حسين‌آباد الشمالي الريفي (بالفارسية: دهستان حسین‌آباد شمالی) هي منطقة سكنية تقع في ناحية سارال في إيران. يقدر عدد سكانها بـ 3,603 نسمة .